# Luperce Miranda
Luperce Bezerra Pessoa de Miranda ou Luperce Miranda (Recife, 28 de julho de 1904 — Rio de Janeiro, 5 de abril de 1977) foi um compositor e bandolinista brasileiro de choro.
Em Recife, seu pai montou uma orquestra infantil com os 11 filhos. Assim, desde cedo Luperce aprendeu a tocar bandolim, tendo composto a primeira música aos 15 anos. Também tocava piano e, na juventude, morou no bairro de Marechal Hermes, subúrbio do Rio de Janeiro. Foi pianista de uma confeitaria de Recife. 
Na década de 1920 integrou o grupo Turunas da Mauriceia, que foi para o Rio de Janeiro em 1927, provocando a primeira "onda nordestina" que chegou à então capital do país, provocando reações no cenário musical. Luperce não viajou com o grupo, mas teve músicas suas gravadas pelos Turunas no Rio. Ficou em Recife e montou outro conjunto, o Voz do Sertão, e só então viajou para o Rio. Gravou algumas músicas com o novo grupo até formar, em 1929, o Regional Luperce Miranda, que atuou em rádios e na gravadora Parlophon. Na década de 1930 acompanhou Mário Reis, Carmen Miranda e Francisco Alves. 
Nos anos seguintes trabalhou nas rádios Mayrink Veiga e Nacional, até 1937, quando voltou para Pernambuco. De volta ao Rio nos anos 50, gravou discos e excursionou pela Europa. Um dos maiores bandolinistas do país, criou uma escola de música especializada em instrumentos de corda. 
Em 1994, o bandolinista Pedro Amorim lançou o CD Pedro Amorim toca Luperce Miranda, dedicado à obra do compositor, e que incluiu Reboliço, Martelando, Querida e Picadinho à Baiana.